# Узункольский сельский округ (Егиндыкольский район)
Узунко́льский се́льский окру́г (каз. Ұзынкөл ауылдық округі) — административная единица в составе Егиндыкольского района Акмолинской области Республики Казахстан. Административный центр — село Узункольское.

## История
В 1989 году существовал как Ушаковский сельсовет (сёла Ушаковское и 30 лет Казахстана). 
В 1993 году село Ушаковское было переименовано в село Узункольское, в 2010 году село 30 лет Казахстана было переименовано в село Тоганас.

## Население
| Численность населения | Численность населения | Численность населения |
| 1989                  | 1999                  | 2009                  |
| --------------------- | --------------------- | --------------------- |
| 1335                  | ↘944                  | ↘640                  |

## Состав
В состав сельского округа входят 2 населённых пункта. 
| № | Населённый пункт | Тип населённого пункта       | Население, 1989 | Население, 1999 | Население, 2009 |
| - | ---------------- | ---------------------------- | --------------- | --------------- | --------------- |
| 1 | Тоганас          | аул                          | 438             | 350             | 244             |
| 2 | Узункольское     | село, административный центр | 897             | 594             | 396             |

## Экономика
На территории сельского округа зарегистрировано 5 ТОО и 23 крестьянских хозяйств. Основным видом занятия является производство зерна и животноводство.

## Объекты округа
В сельском округе имеется 2 школы: Жанаконысская основная школа и общеобразовательная школа села Узынколь. 
На территории сельского округа имеются 2 медицинских пункта.